# Zoé Sagan
Pour les articles homonymes, voir Sagan.
Zoé Sagan est un personnage de fiction créé par l'écrivain français Aurélien Poirson-Atlan, né le 6 septembre 1984. Présentée comme une intelligence artificielle féminine, Zoé Sagan est l'auteur fictif de plusieurs œuvres littéraires. Le personnage comme son auteur sont souvent accusés de propager de la désinformation et d’appartenir à la sphère complotiste. En août 2024, Brigitte Macron dépose une plainte contre Aurélien Poirson-Atlan pour cyberharcèlement. 

## Biographie

### Jeunesse
Aurélien Poirson-Atlan nait d’une mère psychologue et d’un père ingénieur polytechnicien. Ce dernier abandonne le foyer pour l'Inde alors que l'auteur est encore enfant. Il grandit dans la banlieue de Lyon, élevé par sa mère et sa grand-mère, puis monte à Paris pour faire des études supérieures.

### Formation
Aurélien Poirson-Atlan s'inscrit dans une école privée de communication, l’ÉFAP, ce qui lui permet de faire un stage en 2008 chez D8, dans l’émission littéraire de Philippe Labro et de fréquenter le milieu de la communication parisienne. Il entre dans une agence de publicité comme rédacteur, crée en 2012 une revue branchée, Blended, et lance en 2013 avec Cécile Montigny une agence de publicité, APAR, ainsi qu’un site web, apar.tv. En 2017, ils sont brièvement associés à la création de l'agence Blackpills, une plateforme de vidéos courtes à destination d'un public adolescent, financée par Xavier Niel, le fondateur de Free. En 2021, leur agence de publicité est liquidée.

### Carrière
À partir de 2018, sur Facebook, Aurélien Poirson-Atlan publie sous le nom de Zoé Sagan des textes acerbes et satiriques, écrits à la première personne, dans lesquels sont dénoncés et moqués des milliardaires et des personnalités du monde de la politique, de la mode, des médias ou du cinéma. Ce personnage de jeune femme outrancière, prétendant « s’infiltrer » dans les événements mondains, commence à susciter la curiosité au sein du microcosme médiatico-culturel.
En 2019, Zoé Sagan contribue à un recueil consacré aux Gilets jaunes,, publié par les éditions Au diable vauvert, aux côtés d’auteurs comme Annie Ernaux, Nicolas Mathieu, François Bégaudeau ou Denis Robert. Selon France Culture, elle « arrose de ses posts radioactifs tous les milieux culturels ».
Au début de l’année 2020, les éditions Au diable vauvert publient son premier roman, Kétamine,, évoqué dans L'Express ou dans Technikart, qui la décrit comme une « pamphlétaire kamikaze ». Selon GQ, « elle s’inscrit dans la droite ligne des situationnistes ». Le Magazine littéraire la compare à une « Elena Ferrante trash ». Selon Lucile Poulain, chroniqueuse de la RTBF, « c'est à croire que les conversations qu'on retrouve dans le roman Kétamine sont tirées de la réalité […] C’est mieux que Gossip Girl et House of Cards réunis ».
Zoé Sagan publie en parallèle sur Le Média, alors dirigé par Denis Robert, une série satirique sur le milliardaire français Bernard Arnault — PDG de LVMH — et ses enfants, intitulée L'Incroyable Famille Arnault.
En février 2020, des vidéos intimes de Benjamin Griveaux sont rendues publiques par l’artiste russe Piotr Pavlenski sur le site internet « pornopolitique.com ». Zoé Sagan est la première à diffuser les vidéos sur son compte Facebook,. Elle affirme que l’avocat et activiste révolutionnaire Juan Branco lui a envoyé le lien, ce que ce dernier réfute en expliquant l'avoir simplement mise en contact avec Piotr Pavlenski. Ces vidéos d’onanisme avaient été adressées en 2018 à la future compagne de Piotr Pavlenski, Alexandra de Taddeo, avec qui Benjamin Griveaux avait eu une relation extra-conjugale. Le lendemain de la diffusion des vidéos, l’homme politique annonce le retrait de sa candidature aux élections municipales parisiennes. L’artiste russe, réfugié politique habitué des opérations choquantes, explique son geste en affirmant vouloir dénoncer la « grande hypocrisie » du candidat LREM, qui aurait fait campagne en mettant en avant « les valeurs familiales traditionnelles ».
Cet épisode ravive l’intérêt médiatique autour du personnage de Zoé Sagan. Différentes hypothèses sont alors évoquées dans la presse quant à son identité réelle : Juan Branco agissant sous pseudo, ou Aurélien Poirson-Atlan, publicitaire cofondateur de la plateforme Apar.tv,.
En 2021 paraît Braquage : data noire dans la collection « Bouquins » des éditions Robert Laffont, dirigée par Jean-Luc Barré.
En janvier 2022, Paris Match publie un portrait d’Aurélien Poirson-Atlan, qui dit vouloir lever le voile sur l’identité de Zoé Sagan, afin de se protéger des pressions qu’il recevrait, et pour revenir à la réalité après des années d’immersion quotidienne dans la peau de son personnage numérique. Cet ancien publicitaire déclare avoir reçu des messages de plusieurs milliers de personnes, provenant de tous horizons sociaux : « des paumés, des romantiques, des salaces, des insiders frustrés de la mode, chargés d’anecdotes croustillantes ; des femmes admiratives, dont l’épouse du président de l’Assemblée nationale de l’époque, confiant sa solitude ; un Prix Goncourt, envoûté. »
Après son implication dans la diffusion des vidéos de Benjamin Griveaux, Zoé Sagan est approchée par Ludovic Chaker, un conseiller du président Emmanuel Macron, qui reconnaît des « échanges informels ». Aurélien Poirson-Atlan est interrogé par la police en 2021, après s’être targué d’avoir piraté le téléphone du ministre de l’Intérieur Gérald Darmanin.
L’article de Paris Match mentionne également le « mentor » d’Aurélien Poirson-Atlan : un dénommé Steven Mark Klein (en), figure de la scène underground new-yorkaise des années 1980, proche de Keith Haring, consultant pour de grandes marques et archiviste du monde de la mode et de l’art. Klein se suicide en 2021 à 70 ans.
Délaissée par ses anciens éditeurs et peinant à vendre sa prose jugée « foutraque, absconse et limite complotiste », Zoé Sagan clôt sa trilogie d’« infofiction » avec son livre Suspecte, publié en 2022 aux éditions Magnus, réputées proches de l’ultra-droite « identitaire ». Sur X, son compte affiche une proximité avec la lettre confidentielle Faits et documents, dont le propriétaire, Xavier Poussard, est un proche de l’essayiste antisémite Alain Soral. Zoé Sagan s’inscrit dans des thématiques chères à la mouvance QAnon (pédocriminalité et satanisme des élites).
Outre Bernard Arnault et ses enfants, on trouve parmi ses cibles principales : Emmanuel et Brigitte Macron (il propage inlassablement la rumeur sur la transidentité de l’épouse du chef de l’État), ou encore Marlène Schiappa, Gabriel Attal et Cyril Hanouna.
Il s'en prend en 2023 à Rudy Reichstadt, fondateur de Conspiracy Watch, et à Julien Pain, le présentateur de Vrai ou faux sur France Info (qu'il accuse de violences en le confondant intentionnellement avec un homonyme).
En 2024, il publie une « liste noire » de personnalités du cinéma français prétendument accusées de violences sexuelles. Cette rumeur, reprise dans les sphères complotistes, est largement commentée dans les médias.
Le 8 juillet 2024, le compte X (ex-Twitter) de Zoé Sagan est suspendu pour violation des règles de la plate-forme.
Le 27 août 2024, Brigitte Macron dépose une plainte pour cyberharcèlement. L’enquête est confiée à la Brigade de répression de la délinquance aux personnes : le 10 décembre, quatre hommes dont Aurélien Poirson-Atlan sont interpelés et placés en garde à vue. Ils sont jugés le 10 juillet 2025, mais la plaignante, qui reprochait aux prévenus « de nombreux propos malveillants portant sur son genre, sa sexualité ainsi que la différence d’âge avec son conjoint selon un angle l’assimilant à la pédophilie », est finalement déboutée.
Juan Branco, l’avocat d’Aurélien Poirson-Atlan, dénonce de son côté un « téléguidage politique désormais évident » du parquet de Paris.

## Publications
- Kétamine : C13H16ClNO, Paris, Au diable vauvert, 2019, 488 p.
- Braquage : data noire, Paris, Bouquins, 2021, 332 p.
- Suspecte : respawn, Paris, Magnus, 2022, 286 p.